# Selecció catalana de bàsquet
La Selecció Catalana de Bàsquet és una selecció esportiva de Catalunya. Competeix sota la jurisdicció de la Federació Catalana de Basquetbol (FCB). Actualment no està reconeguda internacionalment per la FIBA, de manera que només pot disputar partits amistosos. Malgrat això, compta amb una llarga trajectòria esportiva que es remunta als anys 20 del segle xx.

## Història

### 1920-1940: Orígens

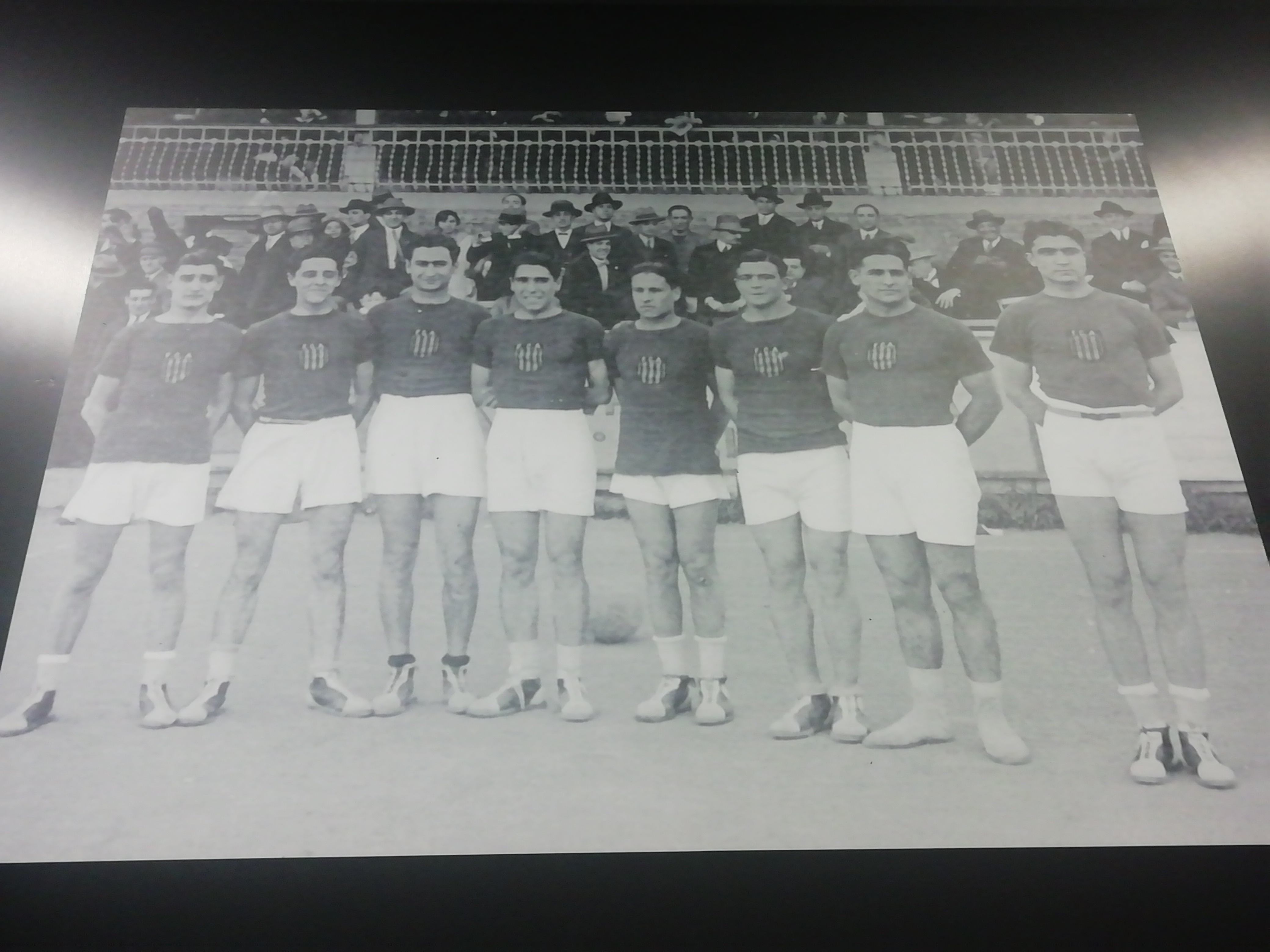
Imatge de la selecció catalana de basquetbol, 1927.

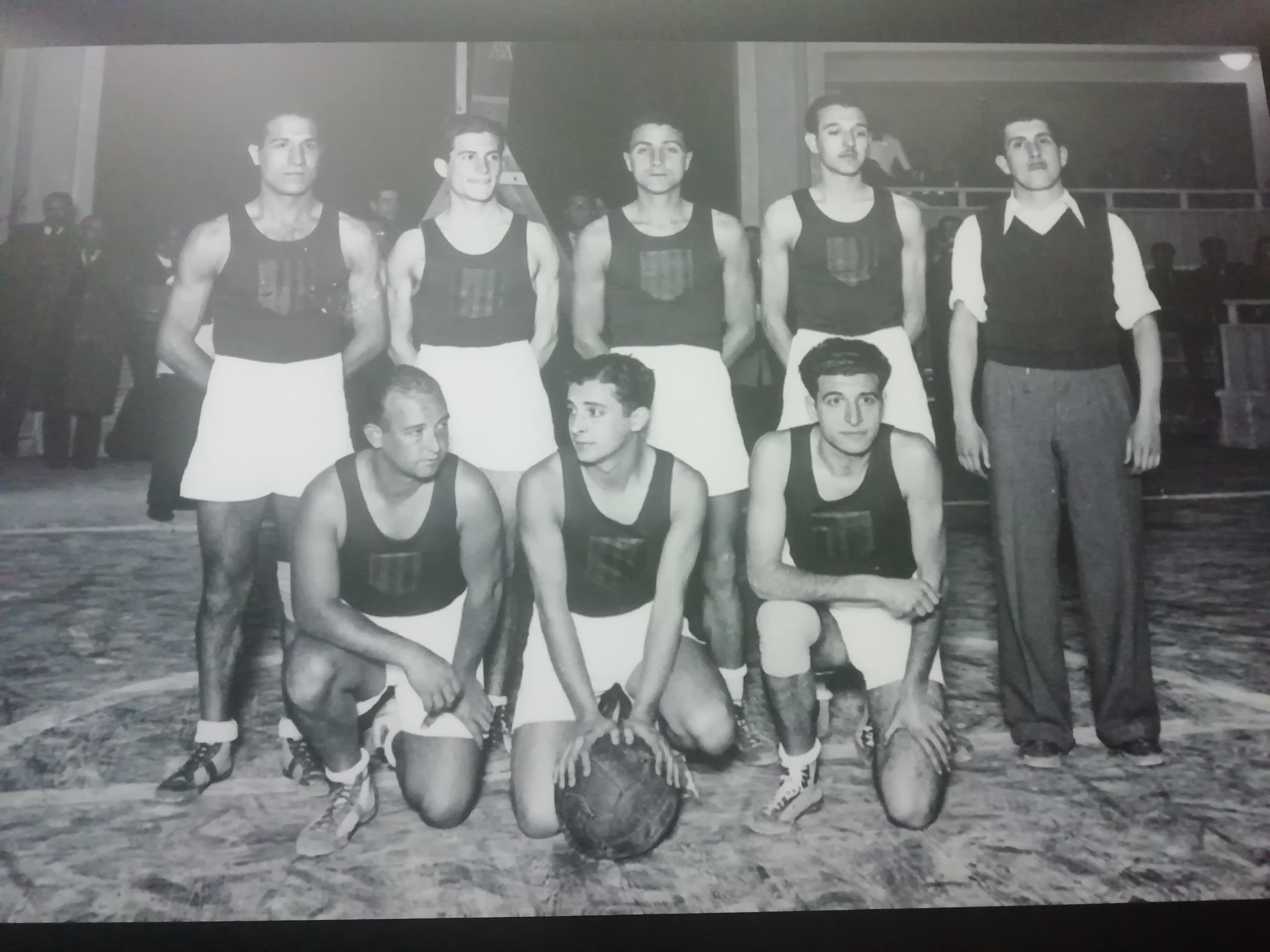
Imatge de la selecció catalana de basquetbol.

El 25 de març de 1927 per primera vegada la Selecció Catalana juga un partit internacional. Es va enfrontar a l'Hindú Club de Buenos Aires, un dels millors conjunts de l'època. Els argentins foren els vencedors de forma clara: 50-16. Per la selecció catalana jugaren Moncho, Prat, Rodoreda, Estany, Gelabert i Ramis. Malgrat la derrota, aquest primer enfrontament internacional va servir al combinat català per a aprendre noves tècniques i tàctiques per aquell nou esport, que tot just comptava amb cinc anys de vida a Catalunya.
La segona participació va arribar amb motiu de l'Exposició Universal, el 8 de desembre de 1929. Es va inaugurar una pista a Montjuïc i es va perdre enfront l'Ambrosiana de Milà per 42-29, amb Guix, Romeva, Pla, Colomer, Muscat, Carbonell, Ramis i Domingo. El 13 de juliol de 1930 arriba la primera victòria de la Selecció Catalana, en vèncer el Foyer Alsacien de Mulhouse, 5 cops campió francès i imbatut des de 1927, per 29-26. Els artífexs d'aquella victòria foren: Muscat, Pla, Carbonell, Colomer i Guix. El 17 de juliol de 1932, Catalunya derrota el CA Colonne francès per 31 a 22, amb Carbonell, Martínez, Muscat, Guix, Tomàs i Massagué.
A l'abril del 1933, la Federació contacta amb l'AS Bourse de París i derrota els equips B i A per 40-12 i 30-23 respectivament. Hi jugaren Brotons, Martínez, Carbonell, Muscat, Font, Tomàs i Arnaud. Aquest any, patrocinat pel diari L'Instant, es disputa a la pista del Gran Price el primer enfrontament Catalunya-Castella amb victòria castellana per 29-33. Els catalans foren Maunier, Font, Mitchell, Muscat, Brotons, Tomàs i Martínez.
El 1935 es disputà el Campionat d'Europa a Ginebra. La selecció espanyola, amb Muscat, Maunier i Carbonell, va quedar segona, perdent la final amb Letònia per 24-18. Aquell mateix any, el 31 de maig, a Ginebra, la Selecció Catalana derrota la de Ginebra per 29-25 amb Maunier, Font, Carbonell, Muscat i Arnaud.
El 1936 es disputa un Torneig Interciutats a Ginebra amb els equips de Barcelona, Brussel·les, Lieja, Berna, Lausana, Ginebra, París, Berlín, Varsòvia, Lió, Madrid i Mülhausen. Els resultats foren els següents:
- Barcelona 24 - Varsòvia 38
- Barcelona 50 - Berna 11
- Barcelona 52 - Lieja 14
- Barcelona 35 - Madrid 12
- Barcelona 19 - Mulhouse 36
- Barcelona 16 - Ginebra 32

La selecció catalana es classificà al final en un meritori 4t lloc, per darrere de Varsòvia (primera) i per davant de Madrid (vuitena).
L'any 1937, la Selecció Espanyola, formada pràcticament per jugadors catalans, participa en la III Olimpíada Obrera a Anvers i aconsegueix el títol de campió, vencent França en la final per 24-23. Els jugadors catalans foren Miguel Martínez, Andrés Mirambell, Ramon Brotons, Josep Vilà, Lluís Centelles, Jaume Ramon, Francesc Rodón i Josep Dalmau. Cal destacar que amb França hi jugaren els catalano-francesos Arnaud i Maunier.
La Guerra Civil representa una forta ruptura per la selecció catalana de la mateixa manera que per tot el bàsquet català. Tot i això va jugar alguns partits aïllats com el Juventus de Sabadell 42 - Selecció Catalana 23.
Pel que fa a les noies, el debut de la Selecció Catalana femenina tingué lloc el 3 d'agost de 1935 en imposar-se a l'Algèria Sports per 20-17. Van jugar Valls, Cabanes, Sugrañes, Mirapeix, Franco i Morros.

### 1940-1970: Temps de dictadura
Conclosa la guerra continua, amb força dificultats, la trajectòria de la Selecció Catalana.
Al Gran Price de Barcelona, la Selecció Catalana femenina derrotà per 25 a 9 el RCD Espanyol, l'any 1941. A la selecció jugaren Olivart, Soley, Morros, Jordà i Vàsquez.
L'any 1942, podem destacar el triomf enfront l'Urania Genève Sport per 28-11, amb Martínez, Vidal, Carretero, Maneja, Kucharski i Ferrando, dins d'un festival organitzat per Educación y Descanso. L'equipació habitual de la selecció durant els seus primers anys era samarreta vermella i pantaló blanc.
| Uniforme 20s, 30s, 40s, 50s |

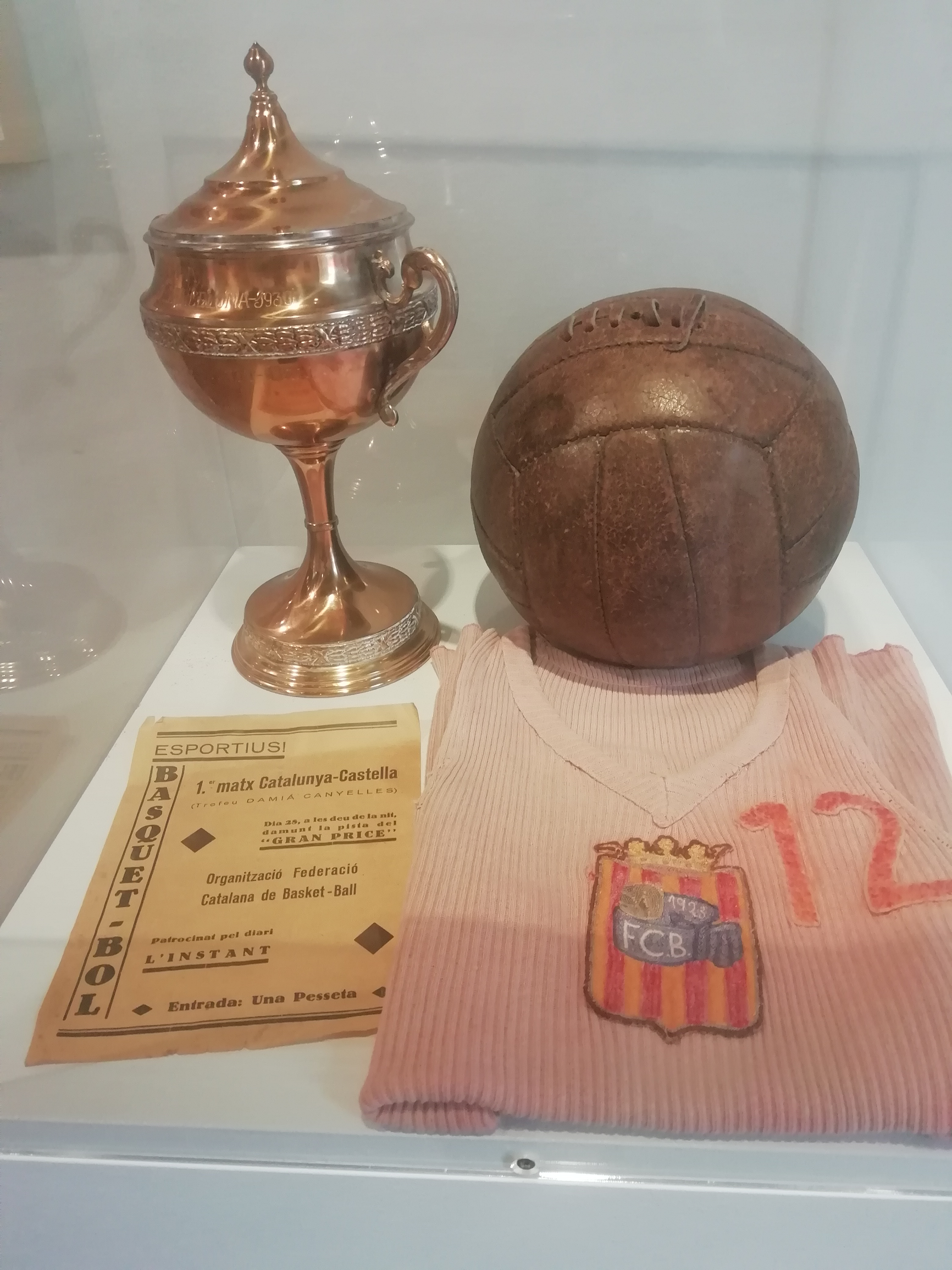
Samarreta de la selecció catalana amb pilota i trofeu.

El novembre de 1942 es realitzà una gira per França i Suïssa amb dues derrotes i dues victòries. El 4 de novembre FC Grenoble 37 - Catalunya 26, el 6 Genève Sport 12 - Catalunya 21. I el 7 i 9 de novembre doble enfrontament amb la selecció dels Alps, amb derrota (39-37) i victòria (40-55).
El 1944, doble confrontació catalano-castellana. Al Gran Price de Barcelona, Catalunya 55 - Castella 44. Al Frontón Recoletos de Madrid, Castella 34 - Catalunya 32. Els catalans foren Martínez, Vidal, Maneja, Carretero, Kucharski, Duñach, Esteve, Peón, Ferrando i Carreras. Una nova confrontació tingué lloc el febrer de 1947, al Frontón Fiesta Alegre de Madrid, amb victòria catalana per 26 a 21. Els catalans foren, Martín, Carreras, Galvé, Ferrando, Kucharski, Dalmau, Baró i Pagan.
El 1947 la Federació Espanyola va rebre la invitació per participar en el Torneig de Niça. Es va decidir enviar la Selecció Catalana amb Bassó, Martín, els germans Carreras, Ollé, Gubern, Dalmau, Navarrete, Baró, Maneja, Galvé i Ferrando; sota les ordres de Ferran Font. Hi participaren també el Virtus Bologna, Urania Genève, AS de Mònaco, la Selecció Francesa, i Erste Dieragige d'Amsterdam. La selecció catalana va classificar-se en segona posició. El setembre d'aquell any la Federació Catalana va celebrar el 25è aniversari amb un torneig disputat a Montjuïc amb la participació de l'AS Mónaco i l'AS Villeurbanne.
- Catalunya A - Catalunya B 53-33
- AS Monaco - AS Villeurbanne 27-28
- Catalunya A - AS Monaco 60-39
- Catalunya B - AS Villeurbanne 48-51
- AS Monaco - Catalunya B 44-42
- Catalunya A - AS Villeurbanne 48-28

El 1951 Catalunya s'enfronta al Montgat en l'homenatge a Arno Jager. El 6 de gener d'aquell any, a Madrid, Castella 37 - Catalunya 33. Uns mesos més tard a la plaça de braus de Las Arenas de Barcelona, Catalunya 39 - Castella 37. Aquell mateix any, el campió argentí, Palermo venç Catalunya per 42 a 47. El gener de 1952, el campió brasiler, Flamengo, també viatja a Catalunya i derrota la selecció al Pavelló d'Esports de la Gran Via. El 1953 Castella derrota Catalunya a Madrid (64-55) i a Barcelona (60-66).
Un cop acabats els Jocs del Mediterrani, el 2 de gener de 1956 a Barcelona, Catalunya 84 - Castella 74, amb en Canal, Dalmau, Brunet, els germans Martínez, Faxeda, Bonareu, González, Lloret i Ballesté. La selecció espanyola, amb molts catalans (Kucharski, Canal, Brunet, Hernández, Bonareu, Alfons i Josep Lluís Martínez) havia resultat vencedora dels esmentats jocs disputats a Barcelona el 1955. En plena eufòria pel bàsquet, els americans del NATS de Syracuse van meravellar a Montjuïc enfront de les seleccions de Catalunya i Espanya i el YCO Elizalde de Manila també derrota la selecció catalana. El 4 de març de 1957 es disputa un memorable Castella-Catalunya amb 89-86 després de dues pròrrogues. Els catalans foren Canal, Kucharski, Bonareu, Bonet, Enseñat, Lluís, Messeguer, Auladell, Soro i Lloret.
Malgrat aquests encontres, la Selecció Catalana no va tenir pràcticament actuacions durant el franquisme el que suposà una important aturada respecte al gran impuls que havia iniciat a les dècades anteriors. A més, el naixement de la Lliga va afavorir d'un mode directe l'enfrontament entre clubs, en lloc dels de seleccions. Així els tradicionals Catalunya-Castella dels anys 40 i 50 deixaren de disputar-se.

### 1970-2000: La represa
Amb l'arribada de l'autonomia, la Federació Catalana torna a emprendre l'activitat de la selecció nacional. Això es produeix l'abril de 1980 amb quatre partits contra la Selecció d'Euskadi. Els resultats foren, a Valls: Catalunya 102-Euskadi 84; a Vic: Catalunya 99-Euskadi 92; a Vitòria: Catalunya 101-Euskadi 96 i a Bilbao: Catalunya 124-Euskadi 129.
| Uniforme 90s, 2000s |

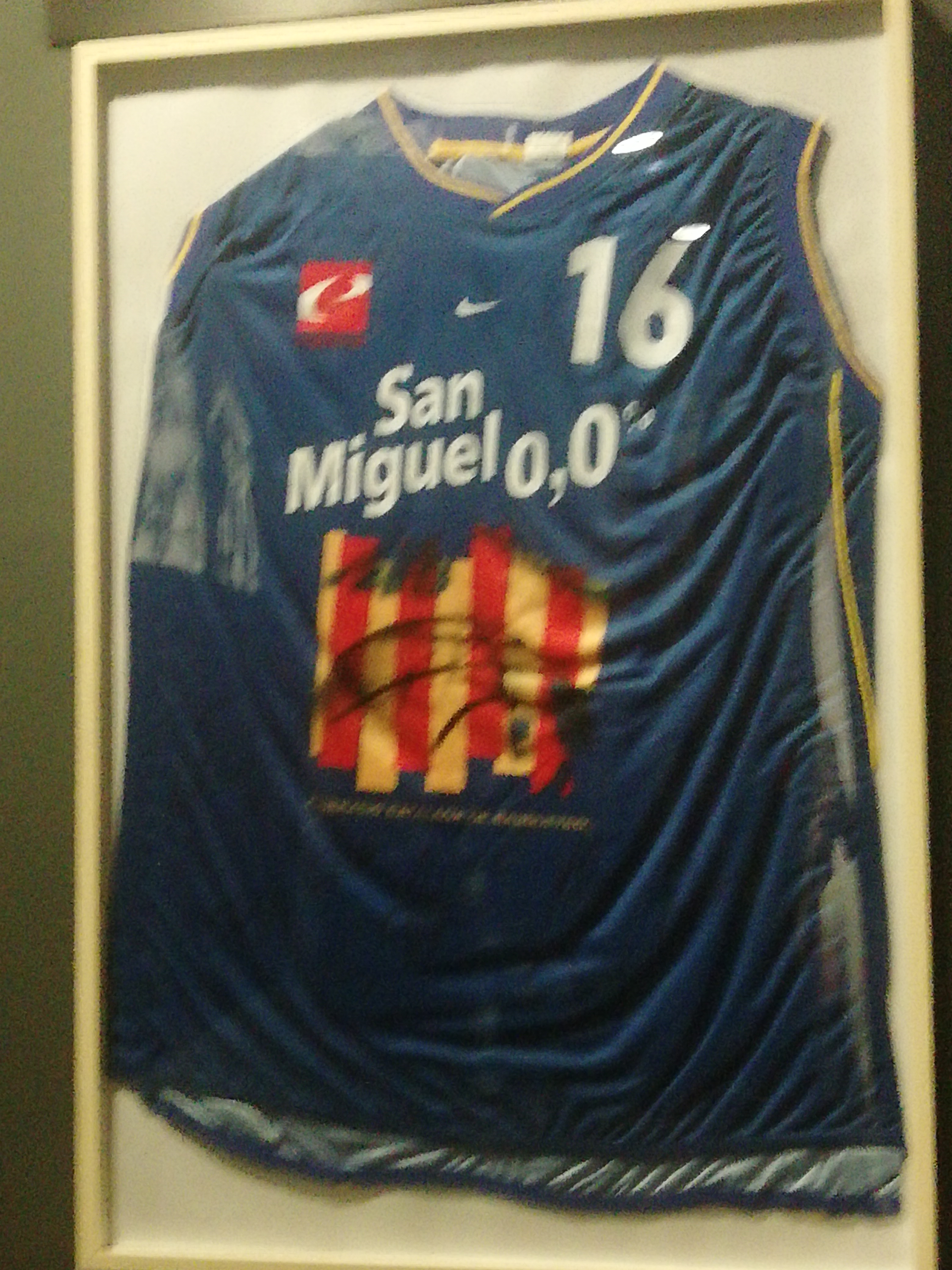
Samarreta de la selecció catalana de basket.

El 28 d'aquell més, Catalunya s'enfrontà a la Unió Soviètica a Badalona, perdent per 97-109 amb el que era un dels millors equips del moment. En la selecció hi participaren els següents jugadors : Costa, Mora, Filbà, Delgado, Estrada, Epi, Jiménez, Creus, Alcañiz, Germán, Garcia i López Abril.
Però malgrat aquest primer intent, la selecció no ha pogut tenir un desenvolupament més o menys programat. L'atapeïment dels calendaris espanyol i internacional fan pràcticament impossible disposar de dates i jugadors per jugar els partits.
El juny de 1982 es disputa el Trofeu Barcelona amb els següents resultats:
| Trofeu Barcelona           | Trofeu Barcelona |
| Partit                     | Resultats        |
| -------------------------- | ---------------- |
| Catalunya - Brasil         | 81 - 76          |
| Txecoslovàquia - França    | 88 - 78          |
| Catalunya - França         | 111 - 98         |
| Brasil - Txecoslovàquia    | 85 - 76          |
| Catalunya - Txecoslovàquia | 110 - 94         |
| França - Brasil            | 121 - 116        |
| Campiona : Catalunya       |                  |

Catalunya en resultà vencedora amb els jugadors: Solozábal, Flores, Epi, Jiménez, De la Cruz, Estrada, Pagès, Creus, Delgado i Costa.

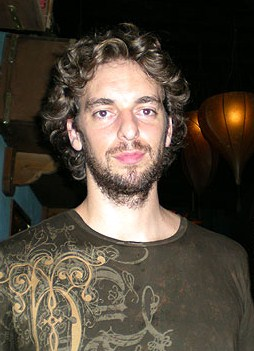
Pau Gasol

El 26 de desembre de 1987, Catalunya va perdre amb la potentíssima Iugoslàvia per 95-120. Els internacionals foren: Jofresa, Epi, Creus, Crespo, Freixenet, Ferran Martínez, Pagès, Trumbo, White i Pardo.
El 24 de maig de 1992 la Selecció Catalana perdé amb Croàcia a Badalona per 118-82. Per Catalunya formaren: Villacampa, Rosa, Morales, Ferran Martínez, Solozábal, Ruf, Rafael Jofresa, Tomàs Jofresa, Talaveron, Pérez, Cargol i Ortiz.
El 1999 la selecció disputa un amistós a Manresa on s'enfronta al TDK Manresa en partit d'homenatge a Joan Creus.

### 2000-actualitat
El dia 27 de juny del 2002 es va batre el rècord d'assistència en l'esport de la cistella a l'estat espanyol amb els 16.471 espectadors que van omplir el Palau Sant Jordi de Barcelona per a veure Catalunya. En l'aspecte esportiu tant la selecció masculina com la femenina es van imposar a Croàcia per 82-75 i 76-62 respectivament. L'acte es va muntar per celebrar els 75 anys del primer partit de la selecció catalana i comptà amb la presència destacada de Pau Gasol.

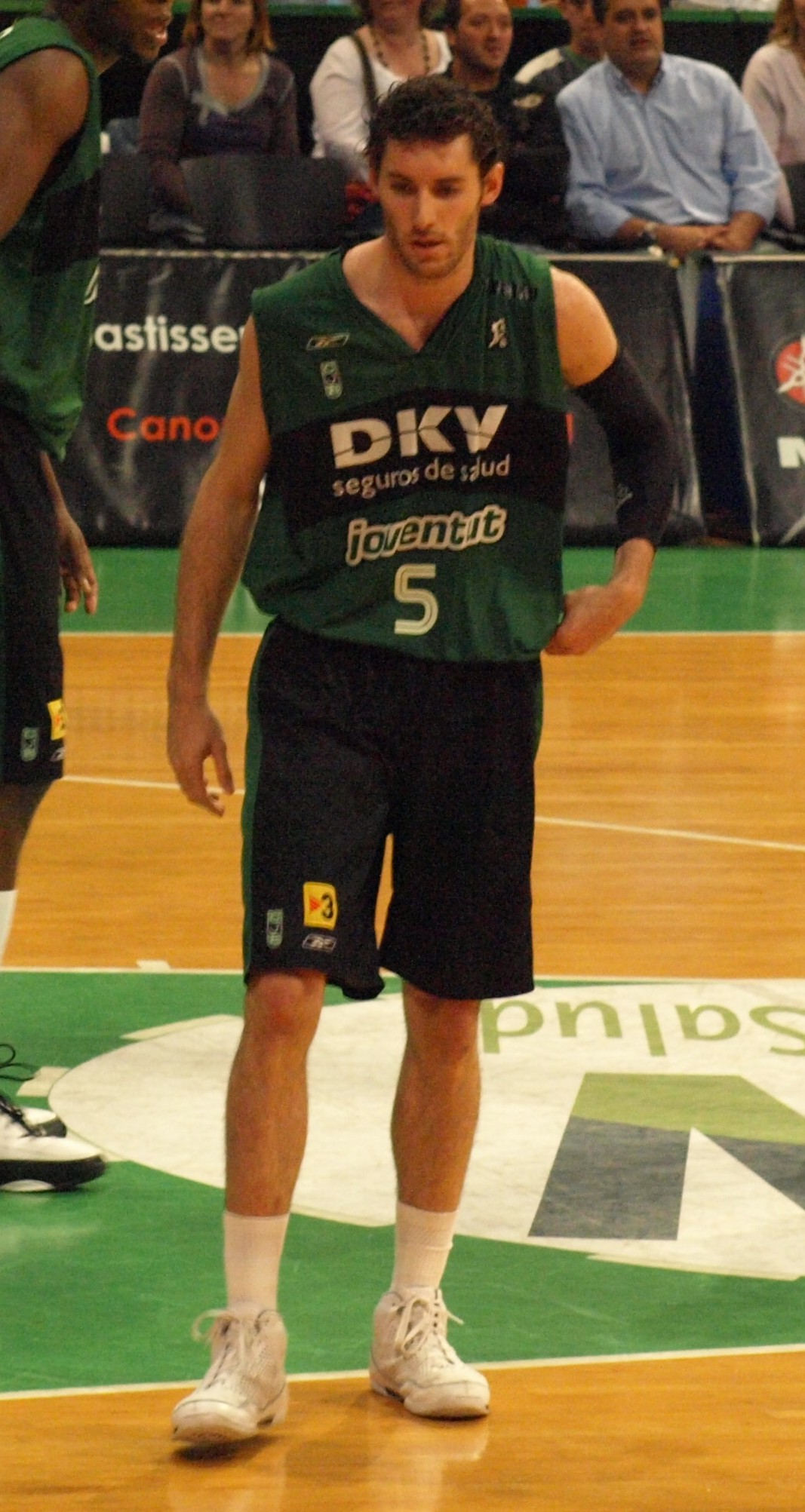
Rudy Fernàndez jugà també amb la selecció

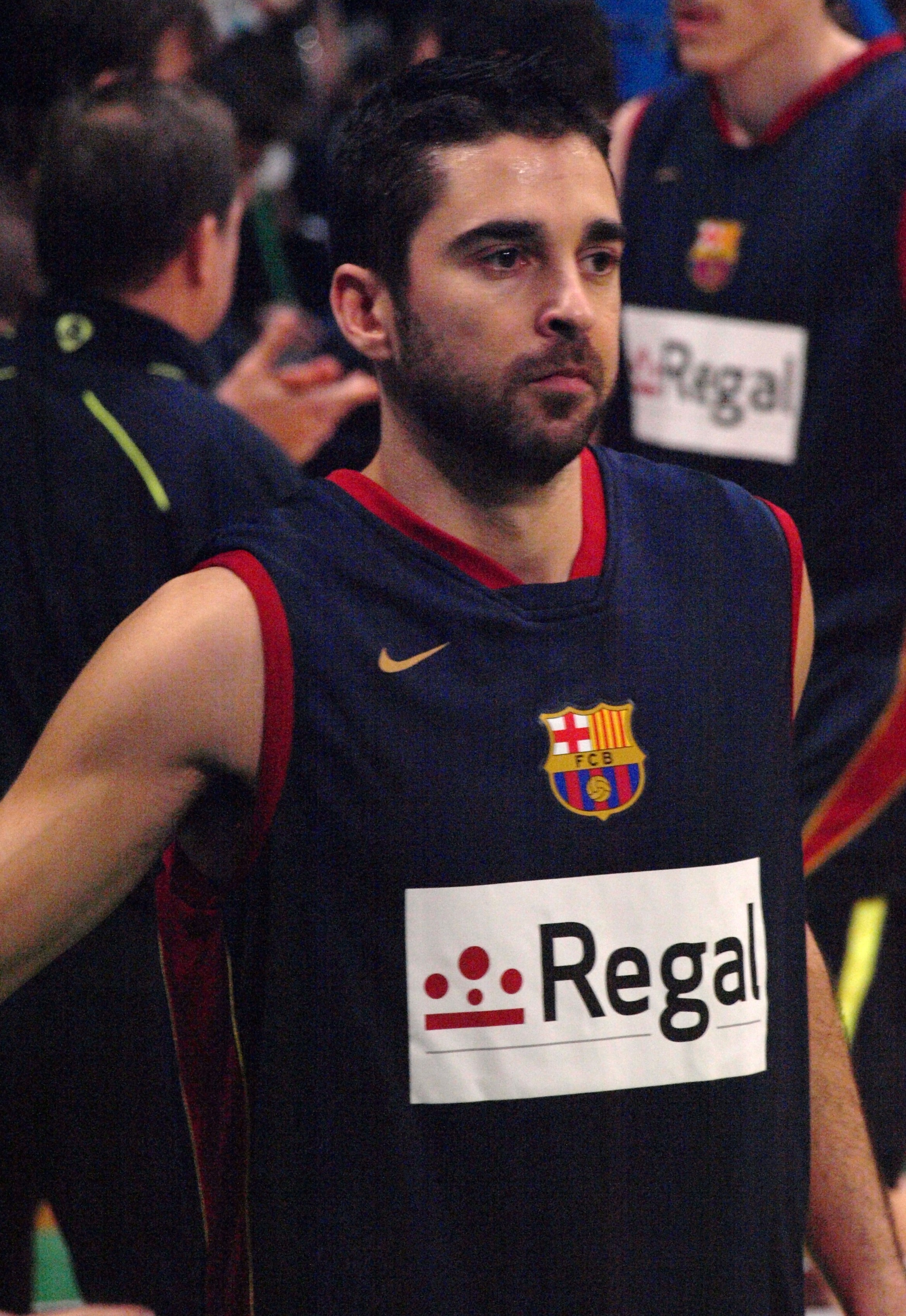
Joan Carles Navarro jugador de la selecció

El 30 de juny de 2005 al Pavelló Olímpic de Badalona es disputaren els darrer partits de la selecció catalana (a data de juny del 2006). La selecció masculina s'imposà a Cuba per 101 a 70. Per la seva banda, la selecció femenina catalana va perdre amb Cuba per 68-78 en partit que serví d'homenatge a la gran jugadora Marta Valls.
A la Selecció Catalana Masculina jugaren Carles Marco (DKV Joventut), Jaume Comas (Plus Pujol Lleida), Joan Carles Navarro (FC Barcelona), Rudy Fernández (DKV Joventut), Roger Grimau (FC Barcelona), Sergi Vidal (Tau Cerámica), Dani Garcia (Baloncesto León), Oriol Junyent (Etosa Alacant), Marc Gasol (Winterthur FC Barcelona) i Ramon Espuña (FC Barcelona), amb Francesc "Nino" Buscató com a entrenador.
A la femenina: Laia Palau (Bourges), Rosa Pérez (Estudiantes), Marta Fernández (UB FC Barcelona), Cristina Garcia (UB FC Barcelona), Elsa Donaire (Arranz Acinas Burgos), Mar Xantal (Caja Canarias), Ingrid Pons (UB FC Barcelona), Betty Cebrián (UB FC Barcelona), Marina Ferragut (Hondarribia Irun) i Lucila Pascua (Mann Filter Zaragoza). L'entrenador fou Ramon Jordana.
El 20 de juny de 2021 es va disputar a la ciutat de Balaguer un partit amistós entre el combinat català i la Selecció d'Angola, en motiu de la preparació del conjunt africà per al pre-olímpic. Catalunya va acabar caient per 83 a 86, amb un conjunt dirigit per Salva Maldonado i amb jugadors com Pep Busquets (Joventut Badalona), Sergi Costa (Zamora), Dídac Cuevas (Barça B), David Font (Barça B), Àlex Barrera (Burgos), Robert Cosialls (Bàsquet Girona), Marc Martí (Oviedo), Carlos Gasque (Pardinyes), José Nogués (Almansa), Jaume Zanca (CB Tarragona) i Pol Molins (Bàsquet Girona).

#### Copa de les Nacions de bàsquet
Des del 2008 les federacions catalana, basca i gallega organitzen la Copa de les Nacions, tant en bàsquet femení com en masculí. L'únic primer lloc obtingut per la Selecció Catalana va ser en la III Copa de les Nacions (edició de 2010) en derrotar en la final a Lituània per 78-67.

#### Centenari de la Federació Catalana de Basquetbol
El 25 de juliol de 2023 es va celebrar al Nou Congost de Manresa un partit entre Catalunya i Argentina per commemorar el centenari de la Federació. Amb l'assistència de 4.500 espectadors, el resultat va ser de 88-94 per als americans. Per l'equip català van participar LLuís Costa, Pau Ribas, Xavi Rabaseda, Eric Vila, Pierre Oriola, Guillem Jou, Miquel Salvó, Edu Gatell , Ferran Bassas, Joel Parra i Dani Pérez, amb Pedro Martínez com a entrenador.

## Jugadors catalans seleccionables en actiu
Entre els jugadors catalans que dispunten les principals lligues professionals: ACB, LEB Oro i internacionals, s'hi troben els seleccionables:
| #          | Nom                 | Alçada | Club                   |
| Bases      | Bases               | Bases  | Bases                  |
| ---------- | ------------------- | ------ | ---------------------- |
| 1          | Rafael Villar       | 1,90 m | Força Lleida           |
| 2          | Guillem Vives       | 1,92 m | Joventut de Badalona   |
| 3          | Ferran Bassas       | 1,82 m | Bàsquet Club Andorra   |
| 4          | Dani Pérez          | 1,84 m | Bàsquet Manresa        |
| 5          | Lluís Costa         | 1,87 m | CB Canarias            |
| 6          | Toni Naspler        | 1,97 m | Club Baloncesto Zamora |
| 7          | Adrià Rodríguez     | 1,94 m | CB Lucentum Alacant    |
| 8          | Bruno Alocén        | 1,98 m | Indiana State          |
| Escortes   |                     |        |                        |
| 9          | Pau Ribas           | 1,93 m | Joventut de Badalona   |
| 10         | Marc García         | 1,97 m | MKS Dąbrowa Górnicza   |
| 11         | Isaac Nogués        | 1,95 m | Rip City Remix         |
| 12         | Xavier Rabaseda     | 1,96 m | Bilbao Basket          |
| 13         | Aleix Font          | 1,96 m | Club Basquet Coruña    |
| 14         | Jordi Rodríguez     | 1,99 m | Tizona Burgos          |
| Alers      |                     |        |                        |
| 15         | Joel Parra          | 2,01 m | FC Barcelona           |
| 15         | Miquel Salvó        | 2,05 m | Herbalife Gran Canaria |
| 16         | Pep Busquets        | 2,00 m | Basquet Girona         |
| 17         | Sergi Martínez      | 2,02 m | Basquet Girona         |
| 18         | Oriol Paulí         | 2,01 m | Força Lleida           |
| Aler-pivot |                     |        |                        |
| 19         | Eric Vila           | 2,09 m | Breogán                |
| 20         | Pierre Oriola       | 2,08 m | Força Lleida           |
| 21         | Nacho Llovet        | 2,02 m | Bàsquet Club Andorra   |
| 22         | Ignacio Rosa        | 2,06 m | CB Lucentum Alacant    |
| 23         | Josep Ignasi Nogués | 2,04 m | GA Cantabria           |
| Pivots     |                     |        |                        |
| 24         | Yankuba Sima        | 2,11 m | Unicaja Malaga         |
| 25         | Jaume Sorolla       | 2,11 m | Bàsquet Manresa        |
| 26         | Adrià Domènech      | 2,08 m | Club Basket Cartagena  |
| 27         | Ramon Vila          | 2,03 m | CB Tizona              |
| 28         | Ian Platteeuw       | 2,10 m | Joventut de Badalona   |
| 29         | Arnau Parrado       | 2.04 m | CB Tizona              |
| 30         | Eduard Gatell       | 2.03 m | HLA Alacant            |

## Seleccions autonòmiques
Les seleccions autonòmiques de basquetbol competeixen anualment al campionat espanyol de seleccions autonòmiques amb els següents resultats històricsː
| Any     | Cadet         | Cadet   | Cadet  | Infantil        | Infantil | Infantil | Mini             | Mini    | Mini   | Any     | Or   | Argent | Bronze | sense medalla |
| Any     | Seu           | Masculí | Femení | Seu             | Masculí  | Femení   | Seu              | Masculí | Femení | Any     | Or   | Argent | Bronze | sense medalla |
| ------- | ------------- | ------- | ------ | --------------- | -------- | -------- | ---------------- | ------- | ------ | ------- | ---- | ------ | ------ | ------------- |
| 1983-84 |               |         |        | Madrid          | Argent   | Argent   |                  |         |        | 1983-84 |      | 2      |        |               |
| 1984-85 | Saragossa     | Or      | Or     | 1984-85         | 2        |          |                  |         |        |         |      |        |        |               |
| 1985-86 | San Sebastian | Or      | Argent | 1985-86         | 1        | 1        |                  |         |        |         |      |        |        |               |
| 1986-87 | Badajoz       | Or      | Or     | 1986-87         | 2        |          |                  |         |        |         |      |        |        |               |
| 1987-88 | Santander     | Or      | Or     | Saragossa       | Or       | Or       | 1987-88          | 4       |        |         |      |        |        |               |
| 1988-89 | Saragossa     | Or      | Or     | Valladolid      | Argent   | Argent   | 1988-89          | 2       | 2      |         |      |        |        |               |
| 1989-90 | Vitòria       | Argent  | Or     | Jaén            | 5a       | Or       | 1989-90          | 2       | 1      |         | 1    |        |        |               |
| 1990-91 | Conca         | Or      | Or     | Huelva          | Or       | Bronze   | 1990-91          | 3       |        | 1       |      |        |        |               |
| 1991-92 | Màlaga        | Argent  | Or     | Albacete        | Bronze   | Or       | Aldaia/Xirivella | Or      | Or     | 1991-92 | 4    | 1      | 1      |               |
| 1992-93 | Santiago      | 5a      | Or     | Calvià          | Or       | Or       | Saragossa        | Or      | Or     | 1992-93 | 5    |        |        | 1             |
| 1993-94 | Lloret        | Bronze  | Or     | Saragossa       | Or       | Or       | Gijón            | Bronze  | Or     | 1993-94 | 4    |        | 2      |               |
| 1994-95 | Durango       | Or      | Or     | Carmona/Mairena | Or       | Or       | Palència         | Argent  | Or     | 1994-95 | 5    | 1      |        |               |
| 1995-96 | Arrecife      | Or      | Or     | Blanes          | Or       | Argent   | Lloret           | Argent  | Or     | 1995-96 | 4    | 2      |        |               |
| 1996-97 | Palència      | Or      | Or     | Lloret          | Bronze   | Or       | Blanes           | Or      | Argent | 1996-97 | 4    | 1      | 1      |               |
| 1997-98 | Pamplona      | Argent  | Or     | Lloret          | Or       | Or       | Blanes           | Or      | Or     | 1997-98 | 5    | 1      |        |               |
| 1998-99 | Granada       | Argent  | Or     | Lloret          | Or       | 4a       | Blanes           | Argent  | Or     | 1998-99 | 3    | 2      |        | 1             |
| 1999-00 | Osca          | Or      | Or     | Lloret          | Or       | 5a       | Blanes           | Or      | Or     | 1999-00 | 5    |        |        | 1             |
| 2000-01 | Torrelavega   | Or      | Argent | Lloret          | Argent   | Or       | Blanes           | Bronze  | Or     | 2000-01 | 3    | 2      | 1      |               |
| 2001-02 | Cantabria     | Or      | Or     | Lloret          | Argent   | Or       | Blanes           | Or      | Or     | 2001-02 | 5    | 1      |        |               |
| 2002-03 | Torrelavega   | Argent  | Or     | Lloret          | 4a       | Or       | Blanes           | Or      | Bronze | 2002-03 | 3    | 1      | 1      | 1             |
| 2003-04 | Santiago      | Argent  | Or     | Lloret          | Or       | Or       | Blanes           | Or      | Argent | 2003-04 | 4    | 2      |        |               |
| 2004-05 | Santiago      | Argent  | Or     | Chiclana        | Bronze   | Bronze   | San Fernando     | Or      | Or     | 2004-05 | 3    | 1      | 2      |               |
| 2005-06 | San Fernando  | Bronze  | Or     | Chiclana        | Or       | 5a       | San Fernando     | Bronze  | Or     | 2005-06 | 3    |        | 2      | 1             |
| 2006-07 | San Fernando  | Argent  | Bronze | Chiclana        | Argent   | Or       | San Fernando     | Or      | 4a     | 2006-07 | 2    | 2      | 1      | 1             |
| 2007-08 | Càceres       | 9a      | Bronze | Càceres         | Argent   | Or       | San Fernando     | Or      | Or     | 2007-08 | 3    | 1      | 1      | 1             |
| 2008-09 | Càceres       | 6a      | Argent | Càceres         | Or       | Bronze   | San Fernando     | Argent  | Argent | 2008-09 | 1    | 3      | 1      | 1             |
| 2009-10 | Saragossa     | Bronze  | 4a     | Saragossa       | Or       | Or       | San Fernando     | Argent  | Or     | 2009-10 | 3    | 1      | 1      | 1             |
| 2010-11 | Còrdova       | Argent  | Argent | Còrdova         | Or       | Or       | San Fernando     | Bronze  | Argent | 2010-11 | 2    | 3      | 1      |               |
| 2011-12 | Valladolid    | Argent  | Bronze | Valladolid      | 4a       | Bronze   | San Fernando     | Argent  | Or     | 2011-12 | 1    | 2      | 2      | 1             |
| 2012-13 | Saragossa     | Or      | Argent | Chiclana        | 4a       | Bronze   | San Fernando     | Bronze  | Or     | 2012-13 | 2    | 1      | 2      | 1             |
| 2013-14 | Càceres       | Bronze  | 6a     | Saragossa       | Bronze   | Argent   | San Fernando     | Argent  | Or     | 2013-14 | 1    | 2      | 2      | 1             |
| 2014-15 | Valladolid    | Or      | Bronze | Saragossa       | Argent   | Or       | San Fernando     | Or      | Or     | 2014-15 | 4    | 1      | 1      |               |
| 2015-16 | Huelva        | Or      | Or     | Huelva          | Argent   | Or       | San Fernando     | Argent  | Or     | 2015-16 | 4    | 2      |        |               |
| 2016-17 | Huelva        | Argent  | Or     | Huelva          | Or       | Argent   | San Fernando     | Bronze  | Or     | 2016-17 | 3    | 2      | 1      |               |
| TOTAL   | Or            | 9       | 16     | Or              | 19       | 22       | Or               | 14      | 22     | TOTAL   | Or   | Argent | Bronze | sense medalla |
| TOTAL   | Argent        | 10      | 4      | Argent          | 8        | 5        | Argent           | 9       | 5      | TOTAL   | 102  | 41     | 24     | 13            |
| TOTAL   | Bronze        | 4       | 4      | Bronze          | 4        | 4        | Bronze           | 6       | 2      | TOTAL   | 57 % | 23 %   | 13 %   | 7 %           |
| TOTAL   | sense medalla | 3       | 2      | sense medalla   | 3        | 3        | sense medalla    | 1       | 1      | TOTAL   | 57 % | 23 %   | 13 %   | 7 %           |